# Unione Sportiva Borgo a Buggiano 1920 2012-2013
Questa pagina raccoglie le informazioni riguardanti  l'Unione Sportiva Borgo a Buggiano 1920 nelle competizioni ufficiali della stagione 2012-2013.

## Rosa
| N. |                     | Ruolo | Calciatore                  |
| -- | ------------------- | ----- | --------------------------- |
|    | Italia (bandiera)   | D     | Federico Annoni             |
|    | Italia (bandiera)   | C     | Alberto Baccarin            |
|    | Italia (bandiera)   | C     | Alessio Butini              |
|    | Italia (bandiera)   | C     | Matteo Caciagli             |
|    | Germania (bandiera) | C     | Maikol Candiano             |
|    | Italia (bandiera)   | D     | Lorenzo Checchi             |
|    | Italia (bandiera)   | D     | Andrea Corsi                |
|    | Italia (bandiera)   | A     | Alessandro D'Antoni         |
|    | Italia (bandiera)   | A     | Francesco Del Porto         |
|    | Italia (bandiera)   | D     | Lorenzo Di Giusto           |
|    | Brasile (bandiera)  | A     | Gonçalves de Oliveira Dimas |
|    | Italia (bandiera)   | A     | Daniele Fioretto            |
|    | Italia (bandiera)   | D     | Emanuele Fonte              |
|    | Italia (bandiera)   | C     | Daniele Forte               |

| N. |                   | Ruolo | Calciatore               |
| -- | ----------------- | ----- | ------------------------ |
|    | Italia (bandiera) | P     | Francesco Graffino Rossi |
|    | Italia (bandiera) | D     | Mirko Garaffoni          |
|    | Italia (bandiera) | C     | Federico Lazzoni         |
|    | Italia (bandiera) | C     | Cosimo Magheri           |
|    | Italia (bandiera) | D     | Pietro Manganelli        |
|    | Italia (bandiera) | C     | Mirko Maretti            |
|    | Italia (bandiera) | C     | Matteo Nolè              |
|    | Italia (bandiera) | C     | Yuri Papi                |
|    | Italia (bandiera) | D     | Andrea Pastore           |
|    | Italia (bandiera) | D     | Nicolò Rolando           |
|    | Italia (bandiera) | A     | Claudio Santini          |
|    | Italia (bandiera) | D     | Federico Settepassi      |
|    | Italia (bandiera) | P     | Alessandro Tonti         |